# Hvannasund
Hvannasund  (dánsky Kvannesund, starší název Quannesund) je obec na Faerských ostrovech, autonomní oblasti Dánska.

## Poloha
Nachází se na západním pobřeží ostrova Vido. Sousedí s vesnicí Norðdepil, která je na ostrově Borðoy. Vesnice jsou vzájemně propojeny pomocí přehrady. Severně od obce stojí popraskané skály mající název Skrudhettan. Stará legenda říká, že skály se rozpadly ve chvíli, kdy se Ježíš narodil.

## Zajímavosti
Dne 26. května 2008 zasáhlo osadu mini-tsunami. Katastrofa se však obešla bez zranění či ztrátách na životech.
Dne 3. září 2008 městská rada prohlásila, že se bude konat referendum o sloučení obce s městem Klaksvík. Referendum se konalo 17. září. Z celkového počtu 321 oprávněných, 278 hlasovalo. Výsledkem bylo 68 pro, 208 proti a 2 hlasovací lístky byly prázdné, a tak bylo spojení odmítnuto.

### Externí odkazy

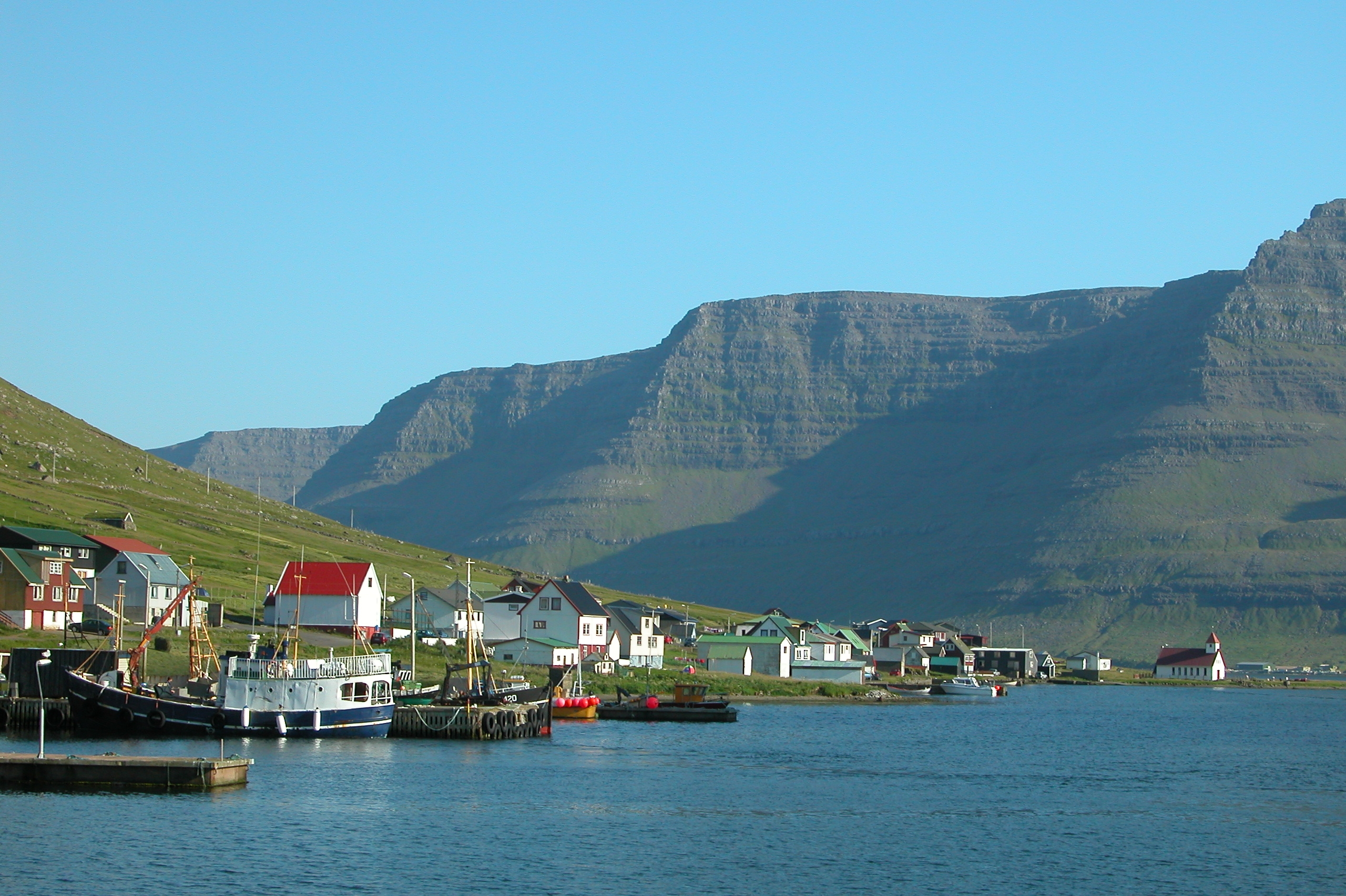
Hvannasund